# Zelzate

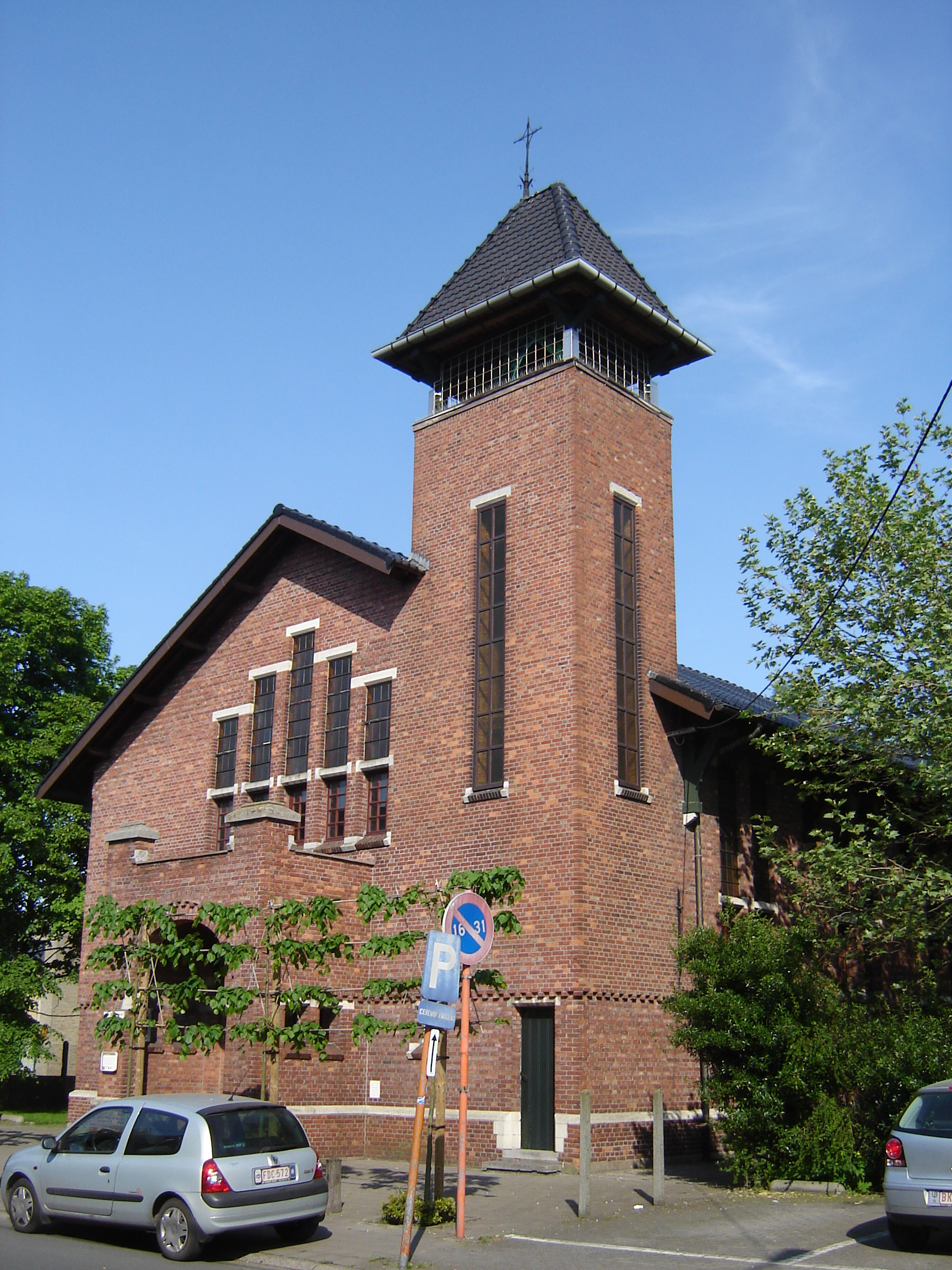
Sint-Antonius van Paduakerk

Zelzate ist eine belgische Gemeinde in der Provinz Ostflandern. Bekanntheit erlangte sie dadurch, dass sie 1972 den Europapreis erhielt.
Zelzate hat 13.704 Einwohner (Stand 1. Januar 2024) und erstreckt sich über ein Gebiet von 13,71 km², woraus sich eine Bevölkerungsdichte von 1000 Einwohnern je km² ergibt.

## Verkehr
Durch Zelzate fließt der Kanal Gent–Terneuzen, der den Hafen von Gent mit dem niederländischen Meeresarm Westerschelde und somit mit der Nordsee verbindet. Der Verlauf des Kanals wurde im Zuge seiner stetigen Verbreiterung mehrfach verlegt, was noch im Stadtraster erkennbar ist; seinen derzeitigen Verlauf hat er seit dem letzten großen Ausbau in den 1960er Jahren. Für den Eisenbahn- und Straßenverkehr wurden dabei drei große Brücken über den Kanal gebaut, zwei Drehbrücken auf niederländischer Seite in Sas van Gent und Sluiskil und eine Klappbrücke über den belgischen Teil in Zelzate. Über die Zelzatebrug verläuft der nördliche Ausläufer der Ringautobahn R4, die um den Hafen von Gent führt. Für die belgische Autobahn 11 (A11) wurde zeitgleich zur Brücke der Zelzatetunnel gebaut, der etwa 900 m flussauf den Kanal Gent–Terneuzen unterquert. Der Ring R4 hat östlich und westlich von Zelzate Anschluss an die A11.

## Industrie
Zelzate ist eine stark industrialisierte Gemeinde. In der Stadt selbst steht ein Chemiewerk der Firma Rhodia. Aufgrund der Industrie entstanden zahlreiche Aktionsgruppen gegen die Verunreinigungen. Vor allem innerhalb der letzten Jahre wurde versucht die Umweltverschmutzung zu reduzieren. Unter anderem hat der Stahlbetrieb ArcelorMittal (ehemals Sidmar) große Summen investiert, um Maßnahmen zur Schadstoffausstoßreduzierung umzusetzen.

## Töchter und Söhne der Gemeinde
- René Vermandel (1893–1958), Radrennfahrer
- Omer De Bruycker (1906–1989), Radrennfahrer
- Rita Gorr (1926–2012), Opernsängerin
- Rony Verbiest (1956–2024), Musiker

## Partnerschaften
Zelzate ist in Partnerschaften mit den Städten
- Siders in der Schweiz
- Delfzijl in den Niederlanden
- Cesenatico in Italien
- Aubenas in Frankreich
- Schwarzenbek in Deutschland